# Azia Avto
La empresa kazaja de ensamblaje y producción automotríz AziaAvto, es un productor de coches de Asia central con sede en Ust-Kamenogorsk, en Kazajistán; siendo la única empresa de su ramo en la industria kazaja.

## Historia
El 9 de noviembre de 2000 y por medio de una resolución del Gobierno de la República de Kazajistán (la Nº 1684: "Sobre la creación de una planta de montaje de automóviles en la ciudad de Ust-Kamenogorsk, región oriental de Kazajistán"), se funda, con capital 100% estatal una empresa dedicada a la fabricación y comercialización de automotores, dándose así origen y forma a la sociedad empresarial automovilística kazaja "AO AziaAvto".
La "JSC AziaAvto", fue fundada oficialmente para diciembre del año 2002. Los edificios de la fábrica de "AziaAvto JSC", en los cuales se producen los vehículos, se hicieron en una primera fase dentro de lo enmarcado en el proyecto de autosuficiencia automotríz, para así llegarse a la planta actual de fabricación (construcción llevada a cabo en el periodo entre 2000-2002), y en el que se han invertido en la empresa unos 15 millones de dólares. Desde 2003 comenzó la producción de automóviles VAZ 21213 "Niva". El 25 de agosto de 2004 con la instalación de la asamblea general y la producción inicial en las líneas de montaje por primera vez en Kazajistán, la JSC "AziaAvto" presentó la unidad Nº 5000 del coche "Niva" ensamblada localmente. En septiembre de 2005 la planta comenzó a producir automóviles por medio de conjuntos CKD, provenientes de la firma checa Škoda, siendo el "Škoda Octavia" el primer modelo en ensamblarse sin ser de origen ruso su material. A partir de este proyecto, que fuera encomendado por el señor presidente Nursultan Nazarbayev de forma personal, se hizo accionar el inicio de la producción de larga escala de coches que no fuesen rusos.
En 2006 la planta produjo más de 10.000 coches. De ellos, más de 1.300 coches fueron del "Škoda Octavia" y 120 coches del modelo "Škoda Superb".

### Línea cronológica
- 6 de septiembre de 2006 - Se llega a la unidad número 10.000 de coches ensamblados en la planta, desde el inicio oficial de la producción.

- 23 de noviembre de 2006 - Llega la primera emisión de bonos, dentro del programa de privatización por emisiones de bonos estatales, y se hace por un total de 1 mil millones de Tenge.

- 15 de junio de 2007 - El presidente de Kazajistán, Nursultan Nazarbayev, participó en la ceremonia de lanzamiento de la operación de las líneas de ensamblaje dedicada a la producción de automóviles de la marca Chevrolet en la fábrica "AziaAvto".[5]

- 11 de enero de 2010 - La JSC "AziaAvto" cometió un error en la emisión de sus bonos en la KASE ("Bolsa de Valores de Kazajistán").

- 2 de noviembre de 2011 - La "JSC ASIA AUTO" lanza dos nuevos modelos de la Chevrolet: la Captiva y el Chevrolet Cruze en su versión hatchback. Todos los modelos (que totalizan ya 18) salidos de la línea de producción, que antes eran de AvtoVAZ y la UAZ, ahora ya son de cuatro marcas: Škoda (Škoda Fabia, Škoda Octavia, Škoda Superb, Škoda Yeti), Chevrolet (Chevrolet Aveo, Chevrolet Captiva, Chevrolet Cruze, Cruze HB, Chevrolet Lacetti), Lada (Lada Niva 4x4), y Kia (Kia Sorento, Kia Mohave, Kia Cerato, Kia Soul, Kia Cadenza y Optima).[6]

- 9 de noviembre de 2011 - Sale de las líneas de producción el coche N.º 30.000[7]